# 弗雷努瓦-昂丹维尔
弗雷努瓦-昂丹维尔（法語：Fresnoy-Andainville，法語發音：[fʁɛnwa ɑ̃dɛ̃vil]）是法国上法蘭西大區索姆省的一个市镇，属于阿布维尔区。该市镇于1790-1794年由弗雷努瓦（Fresnoy）和昂丹维尔（Andainville）合并而成。

## 地理
弗雷努瓦-昂丹维尔（49°54'40"N, 1°47'39"E）面积3.96 平方千米，位于法国上法蘭西大區索姆省，该省份为法国北部沿海省份，北起加来海峡省和北部省，西接滨海塞纳省和大西洋英吉利海峡，南至瓦兹省，东临埃纳省。
与弗雷努瓦-昂丹维尔接壤的市镇（或旧市镇、城区）包括：昂丹维尔、欧马特尔、弗雷特屈斯、圣莫尔维。

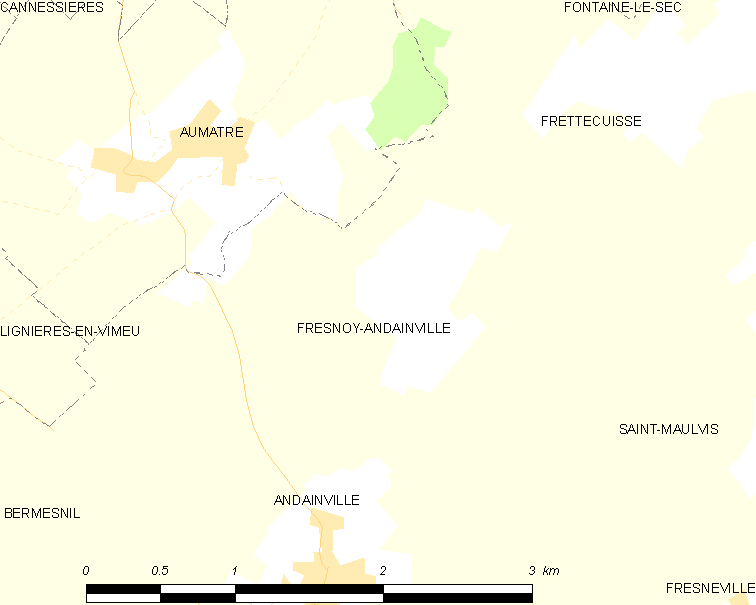
弗雷努瓦-昂丹维尔的OSM定位图

弗雷努瓦-昂丹维尔的时区为UTC+01:00、UTC+02:00（夏令时）。

## 行政
弗雷努瓦-昂丹维尔的邮政编码为80140，INSEE市镇编码为80356。

## 政治
弗雷努瓦-昂丹维尔所属的省级选区为皮卡第地区普瓦县。

## 人口

1962-2008年间弗雷努瓦-昂丹维尔人口变化图示

弗雷努瓦-昂丹维尔于2022年1月1日时的人口数量为94人。